# یاروسلاو فیلیپ
یاروسلاو فیلیپ (انگلیسی: Jaroslav Filip; ۲۲ ژوئن ۱۹۴۹ – ۱۱ ژوئیهٔ ۲۰۰۰) معروف به یارو فیلیپ، موسیقی‌دان، آهنگساز، طنزنویس، نمایشنامه‌نویس، بازیگر، ستون‌نویس و مروج اینترنت اهل کشور اسلواکی بود. کارهای او شامل تعداد زیادی آهنگ موسیقی پاپ اسلواکی با همکاری ریچارد مولر است. در دهه ۱۹۹۰ او یکی از اعضای گروه غالب طنز نویسان اسلواکی بود که هم در تلویزیون و هم در رادیو ظاهر می‌شدند و دربارهٔ زندگی سیاسی و اجتماعی در این کشور اظهار نظر می‌کردند.